# Aliud
Aliud és un municipi espanyol ubicat a la província de Sòria, dins la comunitat autònoma de Castella i Lleó.
El mot Aliud ve del llatí, i significa "quelcom", "una altra cosa", amb sentit disjuntiu.
Els límits del terme municipal d'Aliud els marquen Cabrejas del Campo, al nord; Buberos, a l'est; Gómara i Torralba, al sud i Paredes Royas i Aldealafuente a l'oest. Se situa en la comarca del Campo de Gómara a una altitud de 1.016 metres sobre el nivell del mar i amb una superfície de 1.752 hectàrees.
De clima continental, amb hiverns freds i llargs, primaveres curtes, estius secs i calorosos, i tardors amb precipitacions abundants.
L'economia se centra en l'agricultura dels cereals, principalment blat, cibada, ordi i, també, gira-sol.
S'han trobat restes de la ceràmica anomenada "terra sigillata", utilitzada en l'època de la dominació romana per a l'elaboració de les vaixelles de la gent amb recursos de l'època. Se n'han trobat, també, a més d'algunes pedres de molí de mà circular, restes de teula romana i altres ceràmiques que semblen indicar un assentament romà als primers segles de l'Imperi (s. I-II dC).
També es trobà una petita figura de bronze, d'uns 9 cm, d'una vaca, que s'ha catalogat com a celtibèrica (s. II-I aC) que en l'actualitat es pot veure al museu Numantino.
L'ermita de Sant Cristòfol, en l'anomenat "Cerro Santo", és el seu monument més significatiu, situat a la plaça del poble.
La festa principal es dedica a la Verge del Rosari, el darrer cap de setmana d'agost. D'altres festes són, també, la Cruz de Mayo (el dia 1 de maig) i Santiago el Mayor, el 25 de juliol.
De la part gastronòmica, cal destacar-ne els guisos de carn de la terra i els embotits.